# 練合駅
練合駅（ねりやえき）は、富山県新湊市（現・射水市）海老江練合にあった富山地方鉄道射水線の駅（廃駅）である。射水線の廃線に伴い1980年（昭和55年）4月1日に廃駅となった。

## 歴史
- 1929年（昭和4年）7月2日：越中鉄道打出浜駅（後の打出駅（2代目）） - 堀岡駅間開通に伴い開業[1][2]。
- 1943年（昭和18年）1月1日：交通統合により富山地方鉄道射水線の駅となる[1][2]。
- 1980年（昭和55年）4月1日：射水線の廃線に伴い廃止となる[1][2]。

## 駅構造
廃止時点で、単式ホーム1面1線を有する地上駅であった。ホームは線路の北側（新港東口方面に向かって右手側）に存在した。
無人駅となっていた。駅舎は構内の北側に位置しホームに接していた。待合所機能のみの小さな駅舎で、道路から駅舎に至る道は周囲の田のあぜ道を兼ねていて、駅舎内を突き抜ける形で先が続いていた。

## 駅周辺
水田が多くあったが、80年代から「はまなす台」という宅地が建設され、水田は残っていない。。
- 国道415号
- 富山県道205号練合宮尾線
- 富山県道41号新湊平岡線
- 富山商船高等専門学校 - 駅の南[3]。現・富山高等専門学校。1985年（昭和60年）までは全寮制のため、通学のための利用客は皆無だった。
- 新湊市立東明小学校 - 現・射水市立東明小学校。
- 足洗潟公園

## 駅跡
線路跡は四方駅跡南方附近から終点・新港東口駅附近までサイクリングロードとなっている。1997年（平成9年）時点では、線路跡地はそのサイクリングロードであった。2006年（平成18年）時点、2010年（平成22年）時点でも同様であった。
駅跡地は2010年（平成22年）時点では公園となっていた。

## 隣の駅
富山地方鉄道
射水線
本江駅 - 練合駅 - 海老江駅